# Малвейни, Мик
Джон Майкл «Мик» Малвейни (англ. John Michael "Mick" Mulvaney; род. 21 июля 1967, Алегзандрия, Виргиния) — американский политик, представляющий Республиканскую партию. Директор Административно-бюджетного управления.

## Биография
В 2007—2009 член Палаты представителей Южной Каролины.
В 2009—2011 член Сената Южной Каролины.
В 2011—2017 член Палаты представителей США от 5-го избирательного округа Южной Каролины.
16 декабря 2016 года избранный президент США Дональд Трамп выдвинул Малвейни на должность директора Административно-бюджетного управления. 16 февраля Сенат США утвердил его в должности 51 голосом против 49.
В 2017—2018 и. о. главы Управления финансовой защиты потребителей.
С 2019 и. о. главы администрации президента США.
6 марта 2020 года президент Трамп объявил о назначении главой аппарата Белого дома Марка Медоуза и перемещении Малвейни на пост специального представителя США по Северной Ирландии (вступление в должность ожидается 1 мая 2020 года).